# Antonio Calcagni
Antonio Calcagni (ur. 1536 w Recanati, zm. 1593 tamże) – włoski rzeźbiarz i giser.

## Życiorys
Szkolił się w Recanati pod kierunkirm Girolama Lombarda, gdzie ukończył pomnik papieża Grzegorza XIII (1574) rozpoczęty przez Ludovica Lombarda, a następnie wyrzeźbił statuę poety Annibalego Cara. Współpracował z młodym Tiburziem Vergellim. Zaprojektował również monumentalne drzwi wejściowe przeznaczone do Bazyliki Santa Casa w Loreto, które zostały dokończone przez jego bratanka Tarquinia Jacomettiego i jego ucznia Sebastiana Sebastianiego.

## Ważne dzieła
- Pomnik kardynała Niccola Caetaniego di Sermoneta, zrealizowany w 1580 roku, Loreto
- Medalion przedstawiający Barbarę Massilię, Loreto
- Wizerunek ojca Dantiniego, kościół San Agostino w Recanati
- Madonna z Dzieciątkiem, Villa Coloredo, Recanati
- Pomnik papieża Sykstusa V (1587), Piazzale della Basilica, Loreto
- Pomnik Agostina Filaga (1592), Loreto
- Drzwi południowe, Sanktuarium Loretańskie